# Того на Светском првенству у атлетици на отвореном 2009.
Того је учествовао на 12. Светском првенству у атлетици на отвореном 2009. одржаном у Берлину од 15 до 23. августа. Репрезентацију Тогоа представљало је двоје атлетичара који су се такмичила у две дисциплине..
На овом првенству Того није освојио ниједну медаљу. Није било нових националних, личних и рекорда сезоне.

## Резултати

### Мушкарци
| Атлетичар            | Дисциплина | Лични рекорд | Група                | Група                | Полуфинале           | Полуфинале           | Финале               | Финале               | Детаљи |
| Атлетичар            | Дисциплина | Лични рекорд | Резултат             | Место                | Резултат             | Место                | Резултат             | Место                | Детаљи |
| -------------------- | ---------- | ------------ | -------------------- | -------------------- | -------------------- | -------------------- | -------------------- | -------------------- | ------ |
| Boampouguini Djigban | 1.500 м    |              | Није се завршио трку | Није се завршио трку | Није се квалификовао | Није се квалификовао | Није се квалификовао | Није се квалификовао |        |

### Жене
| Атлетичарка   | Дисциплина | Лични рекорд | Квалификације | Квалификације | Финале                | Финале       | Детаљи |
| Атлетичарка   | Дисциплина | Лични рекорд | Резултат      | Место         | Резултат              | Место        | Детаљи |
| ------------- | ---------- | ------------ | ------------- | ------------- | --------------------- | ------------ | ------ |
| Florence Ezeh | кладиво    | 62,75 НР     | 59,76         | 19. у гр. А   | Није се квалификовала | 38 / 39 (41) |        |